# Chico Marx
Leonard "Chico" Marx, (Upper East Side, Manhattan, 22. ožujka 1887. – Hollywood, 11. listopada 1961.) bio je američki komičar i pijanist, jedan od Braće Marx.
U filmovima s braćom Marx, Chico je uvijek imao prenaglašeni talijanski akcent i neku vrstu tirolskog šešira. Njegova uloga je uvijek bila malo otkačena, mudrog i dobrodušnog zabavljača, zaljubljenog u sviranje klavira, uvijek u društvu nijemog i neuračunjivog Harpa (koji je najčešće više smetao nego bio koristan). Ime Chico je dobio po tom što je često pokušavao šarmirati djevojke (chicks).

## Vanjske poveznice
- Chico Marx u internetskoj bazi filmova IMDb-u (engl.)